# Batman: The Ride
 Batman: The Ride is een stalen omgekeerde achtbaan in meerdere Six Flags attractieparken.

## Algemene informatie
Alle achtbanen zijn vrijwel gelijk aan elkaar op een paar kleine verschillen na, maar worden allemaal aangeduid als achtbaanmodel Batman. De hoogte verschilt een klein beetje, dit komt door hoogteverschillen op het terrein. Ook de capaciteit is hiermee gemoeid. Sommige achtbanen zijn een spiegeling van het originele Batmanmodel. De liftheuvel zit dan helemaal links en de eerste afdaling is een bocht naar rechts i.p.v. naar links.
Bolliger & Mabillard leverde meerdere van deze achtbanen aan Six Flags omdat Batman The Ride in Six Flags Great America een heel populaire achtbaan bleek te zijn. Anno 2024 zijn er negen te vinden (inclusief Shadow of Arkham in Parque Warner Madrid, dat bij de opening van de achtbaan eigendom was van Six Flags).

## Achtbaan met dezelfde naam
- Batman: The Ride in Six Flags Mexico. Deze achtbaan is ook een omgekeerde achtbaan maar wijkt qua ontwerp volledig af en is gebouwd door Vekoma.
- Batman: The Ride in Six Flags Fiesta Texas en Six Flags Discovery Kingdom. Deze achtbanen zijn vierdimensionale achtbanen gebouwd door S&S Worldwide.

## Galerij

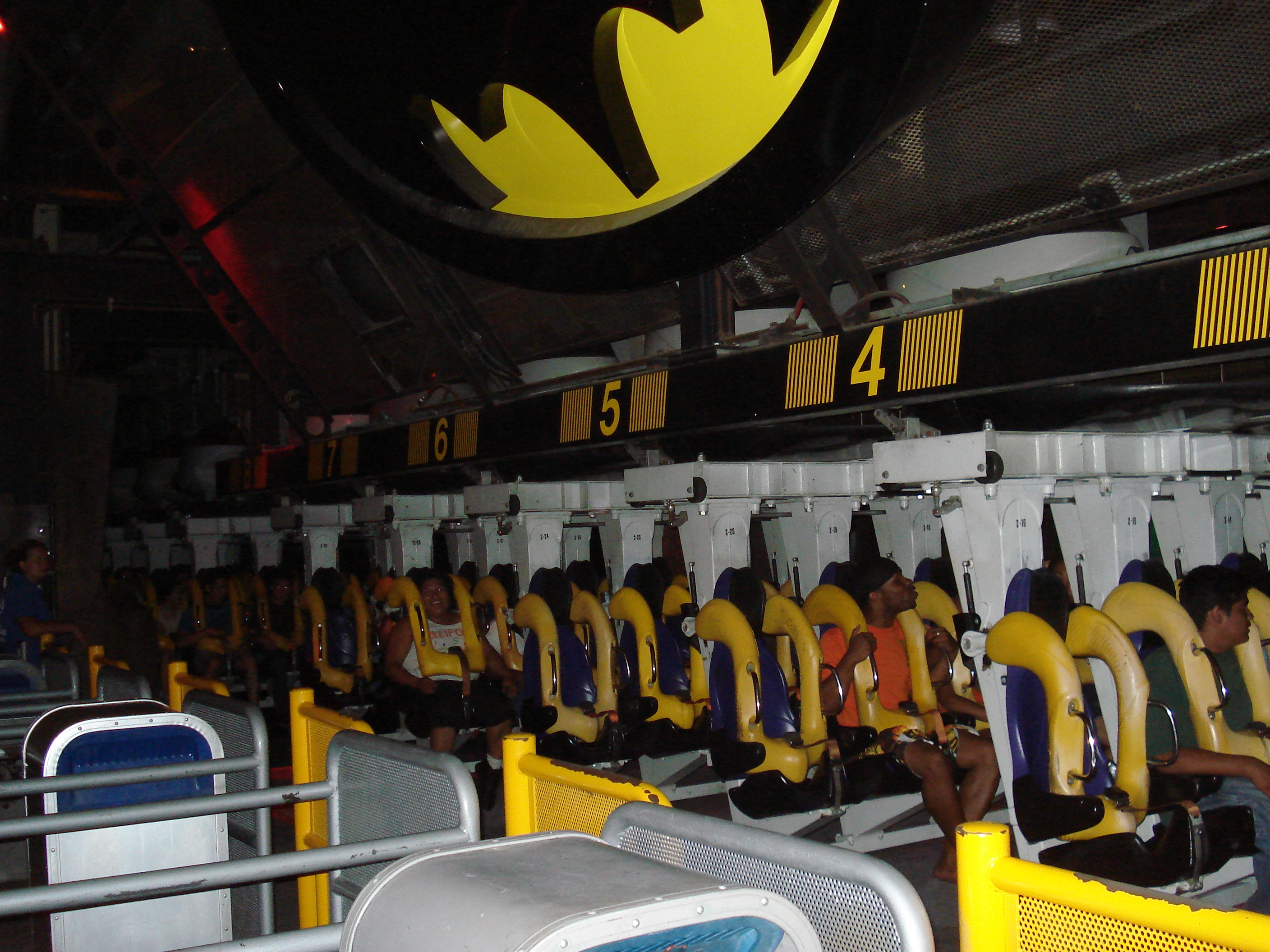
Station van Batman: The Ride
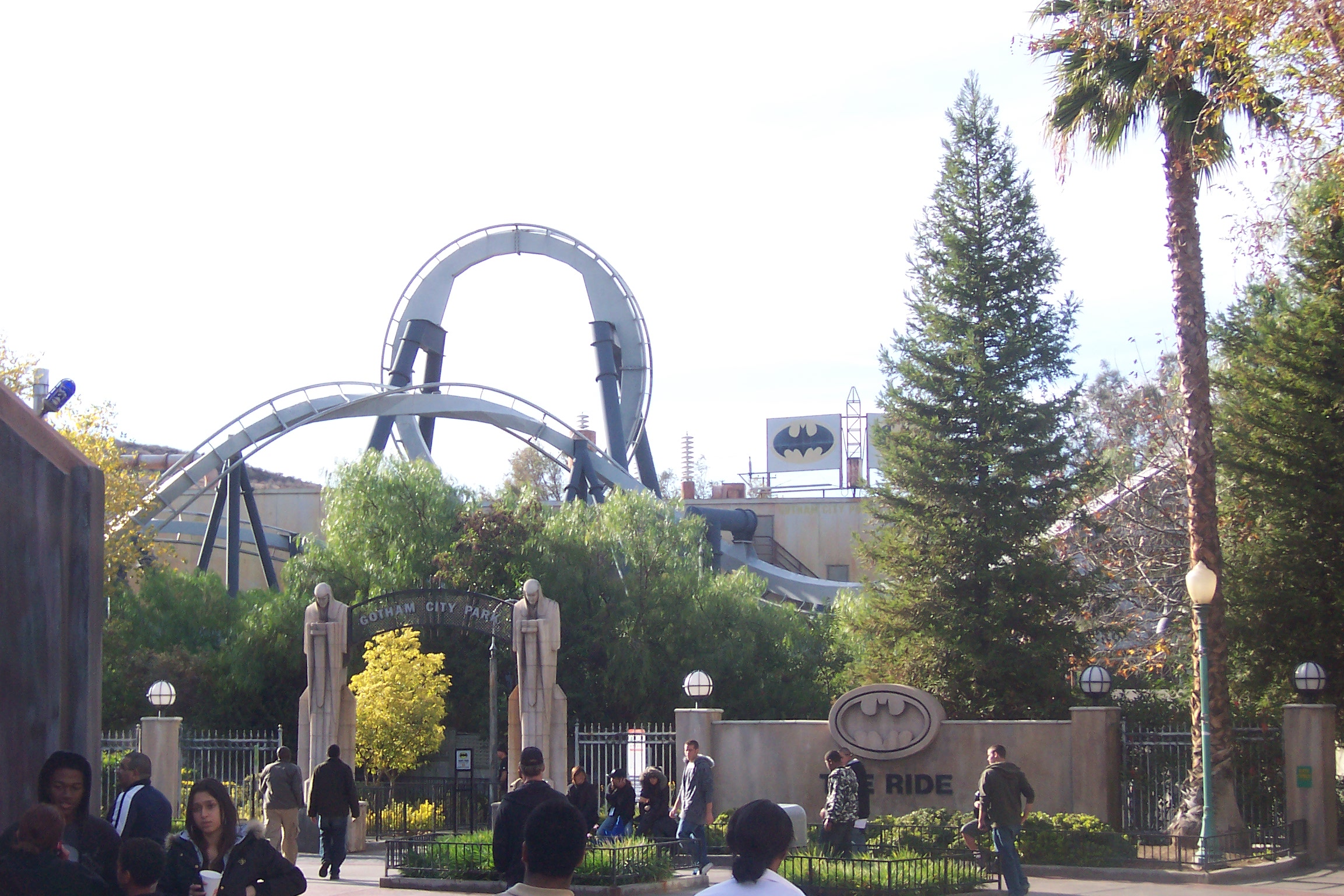
Het plein voor de achtbaan
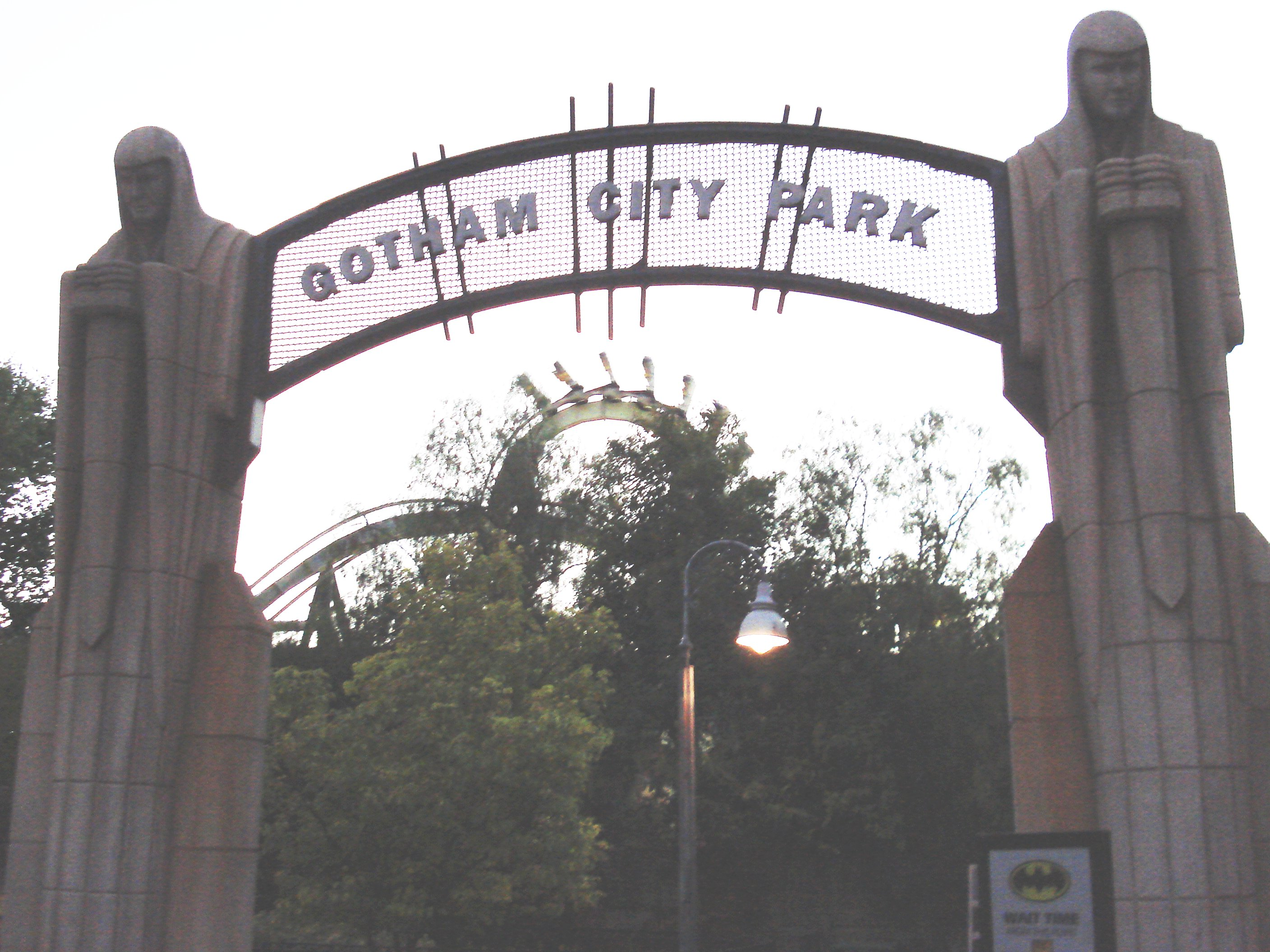
De toegangspoort van de achtbaan
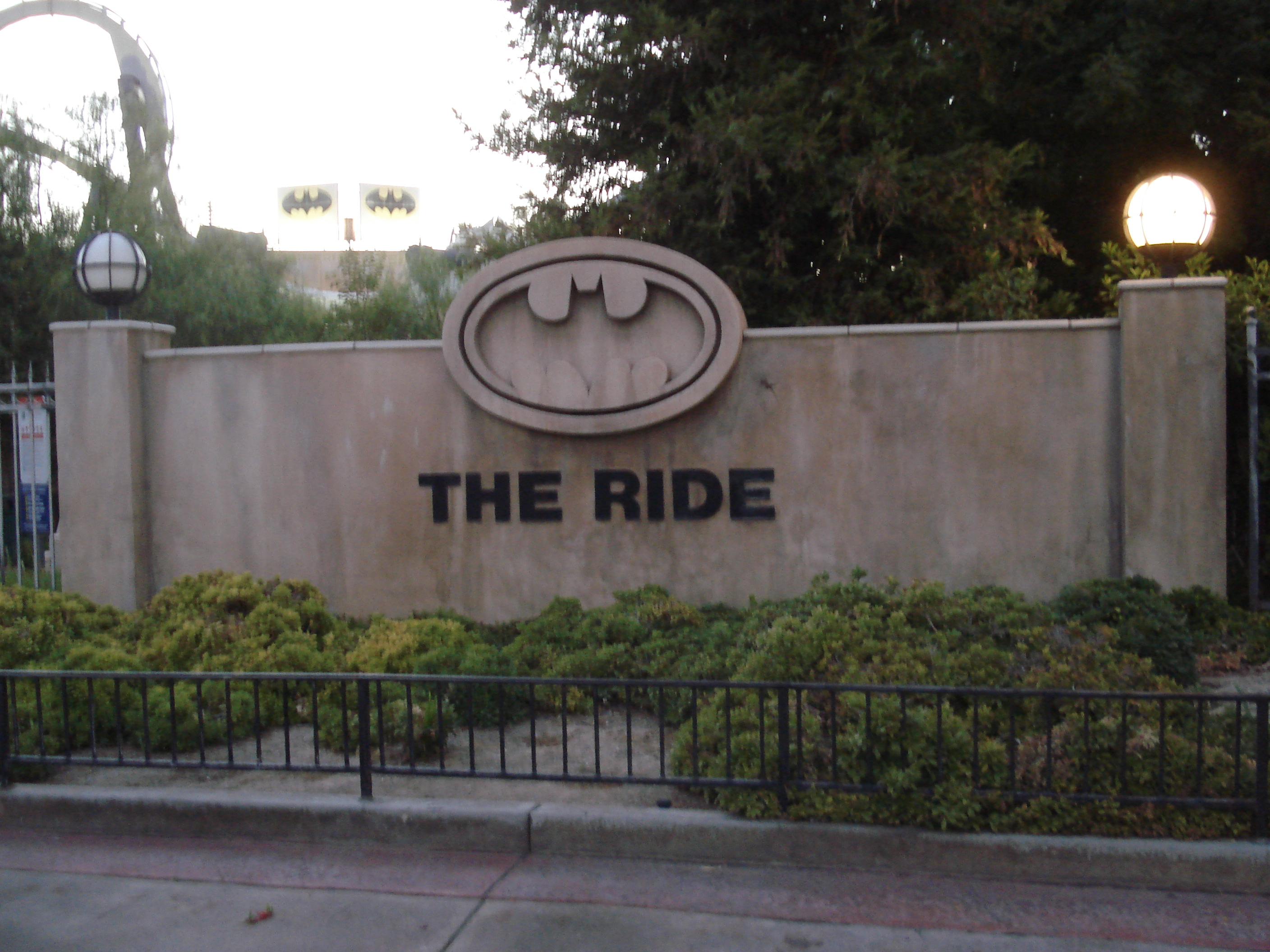
Het Batman logo op de ommuring
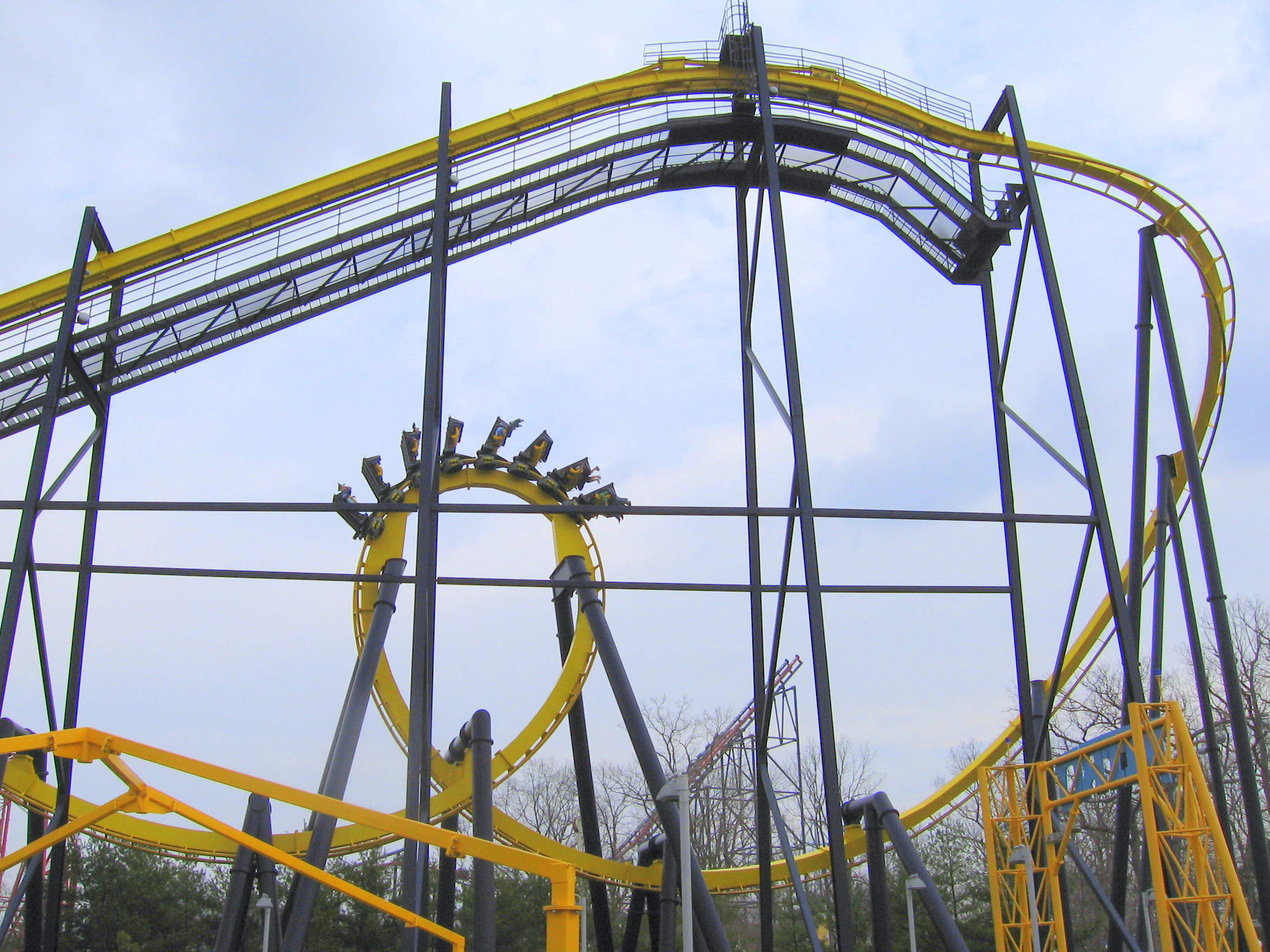
Batman: The Ride in Six Flags Great Adventure

Huidig:
Aquaman: Power Wave ·
Batman The Ride ·
Joker ·
Judge Roy Scream ·
Mini Mine Train ·
Mr. Freeze ·
New Texas Giant ·
Pandemonium ·
Runaway Mine Train ·
Runaway Mountain ·
Shock Wave ·
Titan  ·
Wile E. Coyote's Grand Canyon Blaster
Verdwenen:
Big Bend · 
Cucaracha ·
Flashback! ·
La Vibora
Huidig: American Thunder · Batman: The Ride · Boomerang · Mr. Freeze · Ninja · River King Mine Train · Pandemonium · Rookie Racer · Screamin' Eagle · The Boss
Verdwenen:
Rockin' Roller · Big Bend · Jet Scream